# 그룹 오브 에이트 (오스트레일리아의 대학교)
그룹 오브 에이트(영어: Group of Eight, Go8)는 오스트레일리아의 8개 주요 연구 중심 대학들의 모임이다. 1994년부터 대학 부총장들의 비공식 네트워크로 운영되고 있으며, 1999년에 공식 출범하였다. 비교적 최근에 설립된 오스트레일리아 국립 대학교(ANU), 뉴사우스웨일스 대학교(UNSW) 그리고 모내시 대학교를 제외하면 샌드스톤 대학교(Sandstone universities)라고 불리며, 각각 메인 캠퍼스가 각 주와 준주의 주도에 위치하고 있다. 그룹 오브 에이트에 속한 8개의 대학들은 학생의 상호 교류, 합동심포지엄의 개최 및 정부의 정책에 조언하는 역할을 맡고 있다.

## 소속 대학교들
| 가맹 대학                   | 가맹 대학                          | 가맹 대학 | 가맹 대학 |
| 대학                        | 위치                               | 설립      | 홈페이지  |
| --------------------------- | ---------------------------------- | --------- | --------- |
| 애들레이드 대학교           | 애들레이드, 사우스오스트레일리아주 | 1874년    | 웹사이트  |
| 오스트레일리아 국립 대학교  | 캔버라, 오스트레일리아 수도 준주   | 1946년    | 웹사이트  |
| 멜버른 대학교               | 멜버른, 빅토리아주                 | 1853년    | 웹사이트  |
| 모내시 대학교               | 멜버른, 빅토리아주                 | 1958년    | 웹사이트  |
| 뉴사우스웨일스 대학교       | 시드니, 뉴사우스웨일스주           | 1949년    | 웹사이트  |
| 퀸즐랜드 대학교             | 브리즈번, 퀸즐랜드                 | 1909년    | 웹사이트  |
| 시드니 대학교               | 시드니, 뉴사우스웨일스주           | 1850년    | 웹사이트  |
| 웨스턴오스트레일리아 대학교 | 퍼스, 웨스턴오스트레일리아주       | 1911년    | 웹사이트  |

| 연계 대학       | 연계 대학                | 연계 대학 | 연계 대학 |
| 대학            | 위치                     | 설립      | 홈페이지  |
| --------------- | ------------------------ | --------- | --------- |
| 울런공 대학교   | 울런공, 뉴사우스웨일스주 | 1951년    | 웹사이트  |
| 뉴캐슬 대학교   | 뉴캐슬, 뉴사우스웨일스주 | 1965년    | 웹사이트  |
| 오클랜드 대학교 | 오클랜드, 뉴질랜드       | 1883년    | 웹사이트  |

## 제도

### 그룹 오브 에이트 학점 교류 제도
어떤 학생이 그룹 오브 에이트 내의 다른 대학으로 옮길 때 학점을 인정해주는 협정을 맺고 있다.

### 이퀴티 & 메리트 장학 제도
2001년부터 2006년까지 이퀴티 & 메리트 장학 제도를 공동으로 운영하였다. 행정적인 이유로 2007년에는 중단되었다.

## 하위 조직

### 오스트레일리아 센터 유럽
그룹 오브 에이트가 독일 베를린에 2004년 7월에 설립한 교류 기관이다. 유럽의 선진 대학 및 기관들과 연구와 교육의 협력을 위해 설치되었다.

## 같이 보기
- 오스트레일리아의 대학 목록
- 우니베르시타스 21
- U15 캐나다 연구 대학 그룹